# Wahlkreis Glasgow Kelvin (Schottisches Parlament)
| Glasgow Cathcart         |
| ------------------------ |
| Glasgow Kelvin · Glasgow |
| Gebildet                 |
| 1999                     |
| Abgeordneter             |
| Kaukab Stewart (SNP)     |
| Regionen                 |
| Glasgow                  |

Glasgow Kelvin ist ein Wahlkreis für das Schottische Parlament. Er wurde 1999 als einer von zehn Wahlkreisen der Wahlregion Glasgow eingeführt, die im Zuge der Revision der Wahlkreise im Jahre 2011 neu zugeschnitten wurde und nur noch neun Wahlkreise umfasst. Hierbei wurden auch die Grenzen des Wahlkreises Glasgow Kelvin neu gezogen. Der Wahlkreis umfasst die Glasgower Stadtbezirke westlich des Zentrums, unter anderem Finnieston, Garnethill, Hillhead und Partick. Es wird ein Abgeordneter entsandt.
Der Wahlkreis erstreckt sich über eine Fläche von 11,6 km2. Im Jahre 2020 lebten 95.957 Personen innerhalb seiner Grenzen.

## Wahlergebnisse

### Parlamentswahl 1999
| Ergebnisse der Parlamentswahl 1999 | Ergebnisse der Parlamentswahl 1999 | Ergebnisse der Parlamentswahl 1999 | Ergebnisse der Parlamentswahl 1999 |
| Partei                             | Kandidat                           | Stimmen                            | %                                  |
| ---------------------------------- | ---------------------------------- | ---------------------------------- | ---------------------------------- |
| Labour                             | Pauline McNeill                    | 12.711                             | 44,8                               |
| SNP                                | Sandra White                       | 8303                               | 29,3                               |
| Liberal Democrats                  | Moira Craig                        | 3720                               | 13,1                               |
| Conservative                       | Asad Rasul                         | 2253                               | 7,9                                |
| Socialist                          | Heather Ritchie                    | 1375                               | 4,9                                |
| Wahlbeteiligung: 28.362 (46,10 %)  |                                    |                                    |                                    |

### Parlamentswahl 2003
| Ergebnisse der Parlamentswahl 2003 | Ergebnisse der Parlamentswahl 2003 | Ergebnisse der Parlamentswahl 2003 | Ergebnisse der Parlamentswahl 2003 | Ergebnisse der Parlamentswahl 2003 |
| Partei                             | Kandidat                           | Stimmen                            | %                                  | ±                                  |
| ---------------------------------- | ---------------------------------- | ---------------------------------- | ---------------------------------- | ---------------------------------- |
| Labour                             | Pauline McNeill                    | 7880                               | 35,7                               | −9,1                               |
| SNP                                | Sandra White                       | 4591                               | 20,8                               | −8,5                               |
| Liberal Democrats                  | Douglas Herbison                   | 3334                               | 15,1                               | +2,0                               |
| Socialist                          | Andy Harvey                        | 3159                               | 14,3                               | +9,4                               |
| Conservative                       | Gawaine Towler                     | 1816                               | 8,2                                | +0,3                               |
| Independent Green Voice            | Alistair McConnachie               | 1300                               | 5,9                                | +5,9                               |
| Wahlbeteiligung: 22.080 (39,38 %)  |                                    |                                    |                                    |                                    |

### Parlamentswahl 2007
| Ergebnisse der Parlamentswahl 2007 | Ergebnisse der Parlamentswahl 2007 | Ergebnisse der Parlamentswahl 2007 | Ergebnisse der Parlamentswahl 2007 | Ergebnisse der Parlamentswahl 2007 |
| Partei                             | Kandidat                           | Stimmen                            | %                                  | ±                                  |
| ---------------------------------- | ---------------------------------- | ---------------------------------- | ---------------------------------- | ---------------------------------- |
| Labour                             | Pauline McNeill                    | 7875                               | 33,5                               | −2,2                               |
| SNP                                | Sandra White                       | 6668                               | 28,4                               | +7,6                               |
| Scottish Green                     | Martin Bartos                      | 2971                               | 12,6                               | +12,6                              |
| Liberal Democrats                  | Katy Gordon                        | 2843                               | 12,1                               | −3,0                               |
| Conservative                       | Brian Cooklin                      | 1943                               | 8,3                                | +0,1                               |
| Parteilos                          | Niall Walker                       | 744                                | 3,2                                | +3,2                               |
| Scottish Christian                 | Isobel Macleod                     | 456                                | 1,9                                | +1,9                               |
| Wahlbeteiligung: 23.500 (42,65 %)  |                                    |                                    |                                    |                                    |

### Parlamentswahl 2011
| Ergebnisse der Parlamentswahl 2011 | Ergebnisse der Parlamentswahl 2011 | Ergebnisse der Parlamentswahl 2011 | Ergebnisse der Parlamentswahl 2011 | Ergebnisse der Parlamentswahl 2011 |
| Partei                             | Kandidat                           | Stimmen                            | %                                  | ±                                  |
| ---------------------------------- | ---------------------------------- | ---------------------------------- | ---------------------------------- | ---------------------------------- |
| SNP                                | Sandra White                       | 10.640                             | 43,3                               | +14,9                              |
| Labour                             | Pauline McNeill                    | 9758                               | 39,8                               | +6,3                               |
| Liberal Democrats                  | Natalie McKee                      | 1900                               | 7,7                                | −4,4                               |
| Conservative                       | Ruth Davidson                      | 1845                               | 7,5                                | −0,8                               |
| Parteilos                          | Tom Muirhead                       | 405                                | 1,6                                | +1,6                               |
| Wahlbeteiligung: 24.548 (39,66 %)  |                                    |                                    |                                    |                                    |

### Parlamentswahl 2016
| Ergebnisse der Parlamentswahl 2016 | Ergebnisse der Parlamentswahl 2016 | Ergebnisse der Parlamentswahl 2016 | Ergebnisse der Parlamentswahl 2016 | Ergebnisse der Parlamentswahl 2016 |
| Partei                             | Kandidat                           | Stimmen                            | %                                  | ±                                  |
| ---------------------------------- | ---------------------------------- | ---------------------------------- | ---------------------------------- | ---------------------------------- |
| SNP                                | Sandra White                       | 10.964                             | 38,5                               | −4,8                               |
| Scottish Green                     | Patrick Harvie                     | 6.916                              | 24,3                               | +24,3                              |
| Labour                             | Michael Shanks                     | 5.968                              | 21,0                               | −18,8                              |
| Conservative                       | Sheila Mechan                      | 3.346                              | 11,8                               | +4,2                               |
| Liberal Democrats                  | Carole Ford                        | 1.050                              | 3,7                                | −4,0                               |
| Parteilos                          | Tom Muirhead                       | 198                                | 0,7                                | −1,1                               |
| Wahlbeteiligung:                   |                                    |                                    |                                    |                                    |

### Parlamentswahl 2021
| Ergebnisse der Parlamentswahl 2021 | Ergebnisse der Parlamentswahl 2021 | Ergebnisse der Parlamentswahl 2021 | Ergebnisse der Parlamentswahl 2021 | Ergebnisse der Parlamentswahl 2021 |
| Partei                             | Kandidat                           | Stimmen                            | %                                  | ±                                  |
| ---------------------------------- | ---------------------------------- | ---------------------------------- | ---------------------------------- | ---------------------------------- |
| SNP                                | Kaukab Stewart                     | 14.535                             | 40,3                               | +1,8                               |
| Green                              | Patrick Harvie                     | 9.077                              | 25,2                               | +0,9                               |
| Labour                             | Pam Duncan-Glancy                  | 8.605                              | 23,9                               | +2,9                               |
| Conservative                       | Grahame Cannell                    | 2.850                              | 7,9                                | −3,9                               |
| Liberal Democrats                  | David McKenzie                     | 977                                | 2,7                                | −1,0                               |
| Wahlbeteiligung: 54 %              |                                    |                                    |                                    |                                    |